# Regiunea Surhandaria
Surhandaria este o regiune în statul Uzbekistan. Reședința sa este orașul Termez.